# Tapio Wirkkala

Tapio Wirkkala en Rut Bryk in hun huis in 1954

Tapio Veli Ilmari Wirkkala (Hanko, 2 juni 1915 - Helsinki, 19 mei 1985) was een Finse ontwerper. Hij werd hoofdzakelijk bekend met zijn ontwerpen voor glasfabrikant Iittala, zijn kunstvoorwerpen van triplex en zijn ontwerp voor de naoorlogse Finse bankbiljetten. Wirkkala transformeerde met zijn werk de Finse glasindustrie en wordt ook wel "dichter in hout en glas" genoemd. Naast glas en hout werkte Wirkkala ook met plastic, metaal, keramiek en zilver.
Samen met ontwerpers als Alvar Aalto, Timo Sarpaneva, Kaj Franck, Arttu Brummer, Oiva Toikka en Gunnel Nyman wordt Wirkkala gezien als een van de belangrijkste Finse ontwerpers van de twintigste eeuw. Wirkkala was de echtgenoot van keramisch ontwerpster Rut Bryk die op haar gebied in even hoog aanzien stond als hijzelf.

## Jeugd en opleiding
Wirkkala werd op 2 juni 1915 geboren in Hanko. In 1920 verhuisde het gezin naar Helsinki. Wirkkala groeide op in een kunstzinnig gezin. Zijn vader Ilmari Wirkkala had door zijn baan als begraafplaatsarchitect veel contacten in de kunstindustrie. Zijn moeder Selma Vanhatalo hield zich bezig met houtsnijwerk en weven. Wirkkala's broer Tauno en zijn jongere zus Helena Korvenkontio waren beiden werkzaam in de kunst.
In 1933 begon hij met zijn studie beeldhouwen aan de School voor Toegepaste Kunsten (Taideteollinen keskuskoulu) in Helsinki. Hij studeerde tegelijkertijd met onder meer meubel- en stoffenontwerper Ilmari Tapiovaara, Marimekko-oprichtster Armi Ratia en industrieel ontwerper en keramist Birger Kaipiainen.

## Begin loopbaan
Na zijn afstuderen in 1936 werkte Wirkkala hoofdzakelijk met hout. Hij creëerde houten beelden en installaties en maakte reliëfs. Daarnaast was hij werkzaam als grafisch ontwerper. Door het uitbreken van de Tweede Wereldoorlog werd zijn loopbaan als beeldhouwer en tekenaar tijdelijk onderbroken door zijn dienstplicht in het Finse leger.
Via Kaipiainen leerde Wirkkala in 1944 Rut Bryk kennen, ontwerpster bij keramiekbedrijf Arabia. In november 1945 trouwden ze. In 1948 werd hun zoon Sami Wirkkala geboren en in 1954 hun dochter Rut-Maaria Piritta Wirkkala. Beide kinderen traden in de voetsporen van hun ouders en werden ontwerper.
Na de Tweede Wereldoorlog vond Wirkkala een baan bij een reclamebureau. In diezelfde periode deed hij mee aan verschillende ontwerpwedstrijden, waaronder een van glasfabrikant Iittala waarmee hij in 1946 de eerste prijs won. In 1947 won Wirkkala een ontwerpwedstrijd van de Bank van Finland voor het ontwerpen van bankbiljetten. Deze bleven tot de jaren '80 van de twintigste eeuw in gebruik. 

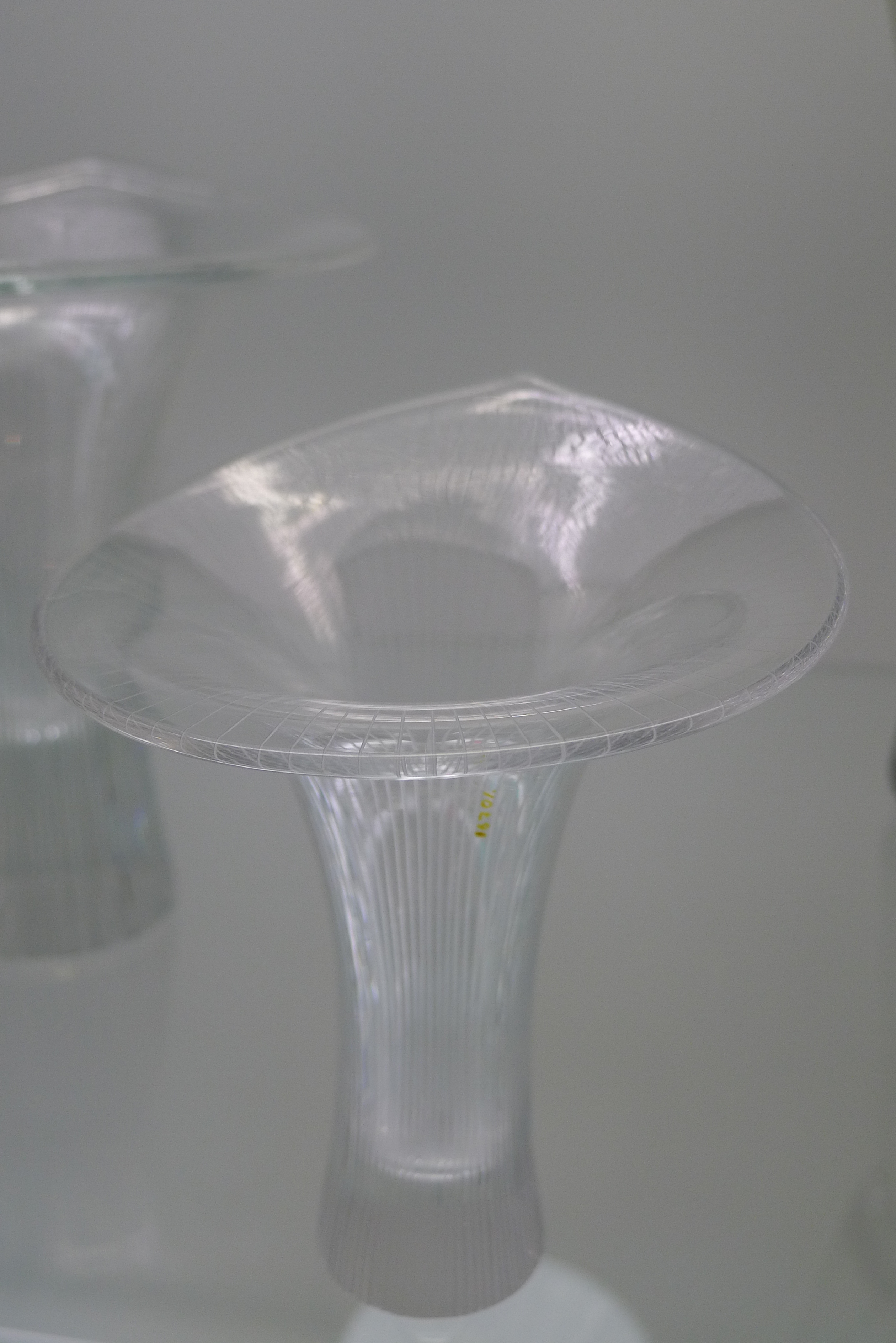
Kantarelli (1951)

De werken die hij maakte voor Iittala werden tijdens de Triënnale van Milaan in 1951 tentoongesteld. De glazen vaas Kantarelli (cantharel) die Wirkkala ontwierp voor Iittala wordt gezien als een internationaal symbool voor Fins modernisme. Tijdens de Triënnale won Wirkkala drie Grands Prix in de categorieën hout, glas en tentoonstellingsontwerp. Drie jaar later, tijdens de Triënnale van Milaan in 1954, won Wirkkala opnieuw een Grand Prix, dit maal voor de Kuutonen-schaal voor Iittala. Vanwege de grote internationale populariteit van Fins glas stond deze periode in Finland bekend als de Finse gouden jaren. 
Begin jaren '50 startte Wirkkala zijn eigen ontwerpbureau. In diezelfde periode begon hij ook met werken met vliegtuigtriplex, een zeer buigbare vorm van triplex. Hiermee maakte hij architectonische en modernistische werken. Voor de wereldtentoonstelling van Montréal in 1967 maakte hij zijn grootste werk in triplex ooit: een sculptuur van negen meter lang genaamd Ultima Thule.
In 1952 won Wirkkala opnieuw een ontwerpwedstrijd en werden zijn ontwerpen voor postzegels ter ere van de Olympische zomerspelen in Helsinki uitgevoerd. Voor Kultakeskus Oy ontwierp Wirkkala in 1954 enkele zilveren voorwerpen waaronder bestek, schalen en vazen. In diezelfde periode was Wirkkala als artistiek leider verbonden aan de School voor Toegepaste kunsten. Na de dood van Arttu Brummer in 1951 had Wirkkala deze taak overgenomen.

## Internationaal

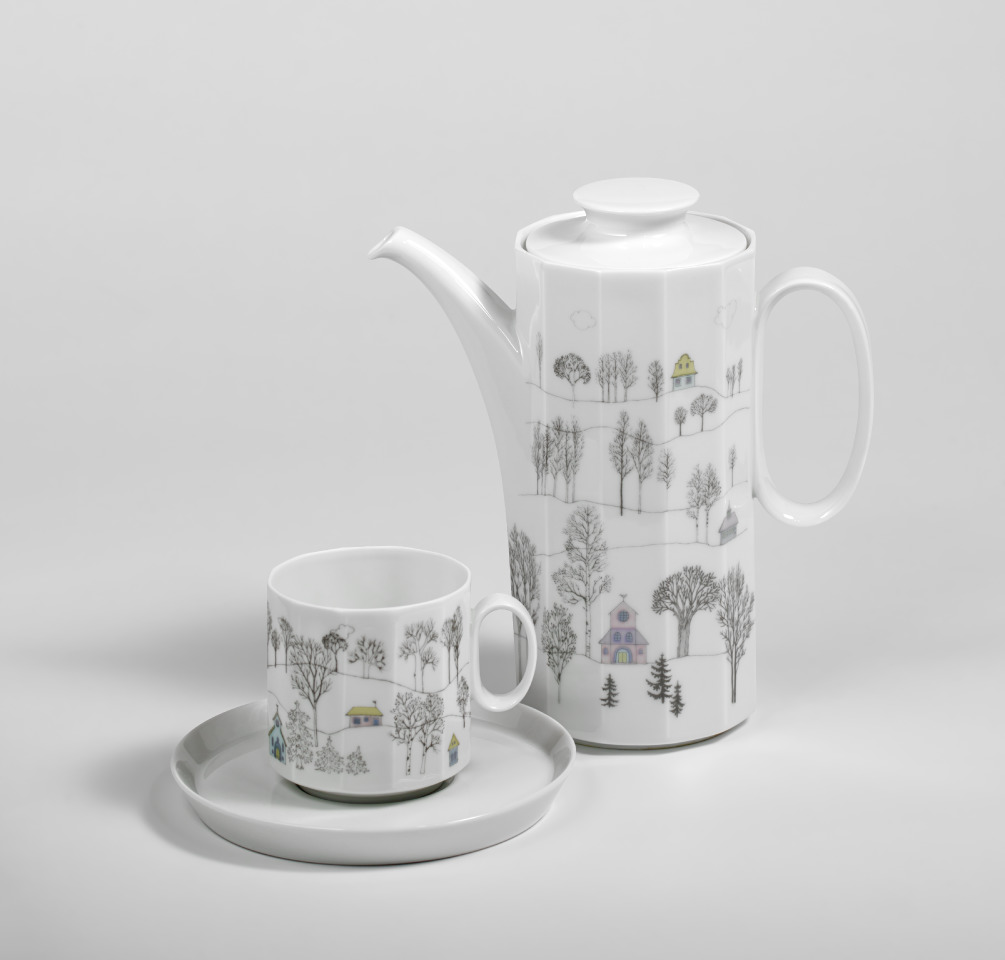
Winterreise

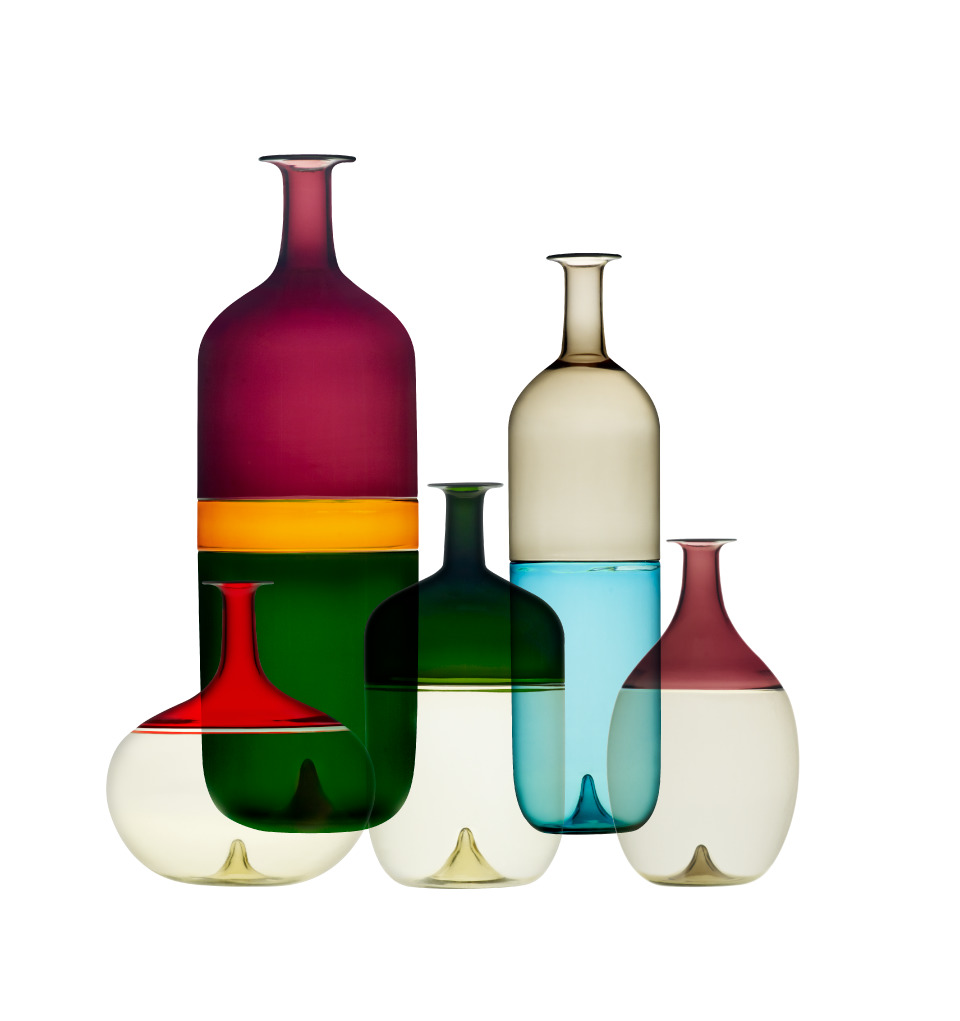
Werk voor Venini

Midden jaren '50 begon de carriere van Wirkkala steeds internationalere vormen aan te nemen. In Italië had Wirkkala goede contacten met glasfabrikant Paolo Venini, architect en hoofdredacteur van architectuurtijdschrift Domus Giò Ponti en met architect Luigi Baldessari. Baldessari werd de peetvader van Wirkkalas dochter die in 1954 werd geboren.  
In 1955 en 1956 was Wirkkala werkzaam voor de Frans-Amerikaanse industrieel ontwerper Raymond Loewy in New York. Wirkkala vestigde zich in New York, maar kon niet wennen aan de drukte en het gemechaniseerde ontwerpproces. Wel gaf het hem de mogelijkheid om kennis te maken met nieuwe werkmethoden en materialen. Vanaf 1956 was hij verbonden aan A. Ahlström waar hij werkzaam was als artistiek leider.
Via Loewy kwam hij in contact met Philip Rosenthal van de Duitse porseleinfabrikant Rosenthal AG waar hij vanaf 1957 werkzaam was. Hij ontwikkelde voor Rosenthal onder meer een servies van dun porselein met de naam Century. Bij Rosenthal werkte Wirkkala ook samen met zijn echtgenote Rut Bryk met wie hij onder meer het servies Winterreise ontwierp. Voor het servies Century ontwierp Bryk enkele dessins. Voor Wirkkalas ontwerp waarbij gebruik gemaakt werd van zwart keramiek won hij een gouden medaille op de internationale keramiekwedstrijd in Faenza.
In 1959 vertrok Wirkkala naar Venetië waar hij werkzaam werd voor glasfabrikant Paolo Venini. Zijn ontwerpen voor de Italiaanse glasfabrikant waren, in tegenstelling tot zijn eerdere werken, kleurrijk. In 1960 won Wirkkala opnieuw een Grand Prix op de Triënnale van Milaan, dit maal voor zijn Paadarin-sculpturen die lijken op ijsblokken. Veel van de werken van Wirkkala zijn geïnspireerd op de natuur. Hij liet zich zowel door de Finse natuur inspireren als door plekken die hij bezocht tijdens zijn reizen in het buitenland. De inspiratie voor de Paadarin-sculpturen komt van zijn reizen naar Fins-Lapland. In 1969 ontwierp Wirkkala een servies voor Finnair. Het servies paste bij een tafellinnenset die ontworpen was door Dora Jung.
In 1981 werd in Moskou een groot Wirkkala-retrospectief georganiseerd. Naar verluidt zou hij dit niet met de vooraanstaande gasten, maar met de werknemers van de glasfabriek en de tentoonstellingsbouwers hebben gevierd. Wirkkala genoot veel respect van ambachtslieden van de glasindustrie. Wirkkala had een passie voor handwerk:
"Werken met mijn handen betekent veel voor mij. Ik zou zeggen dat het een bijna therapeutisch effect heeft wanneer ik natuurlijke materialen snij en vorm geef... Dit brengt me als het ware naar een andere wereld. Naar een wereld waar de ogen in mijn vingertoppen de beweging en transformatie van de vorm volgen, zelfs als het oog faalt."
Wirkkala overleed op 19 mei 1985 in Helsinki. Hij werd begraven op de Hietaniemibegraafplaats in Helsinki.

## Prijzen en onderscheidingen (selectie)

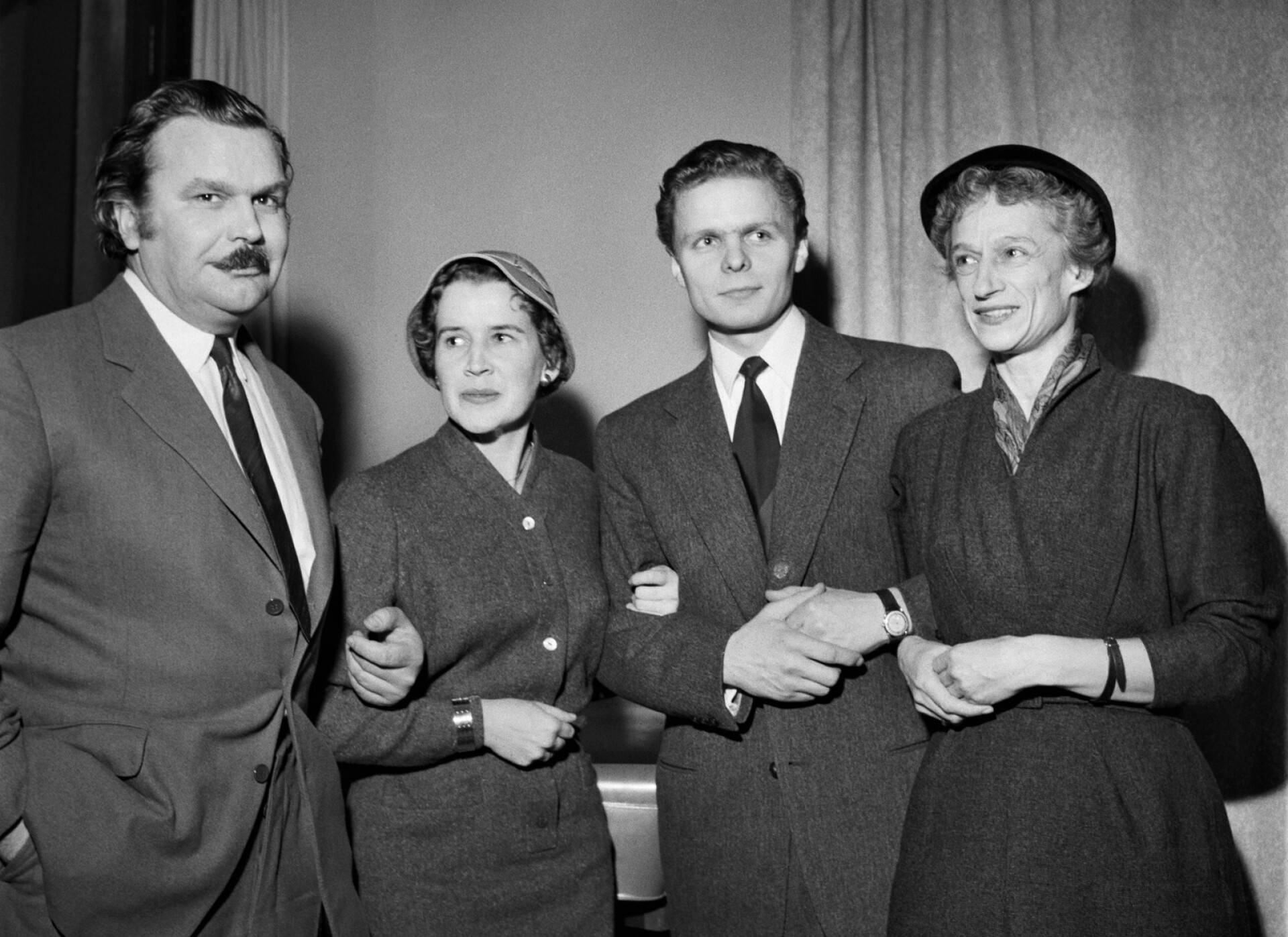
De Finse ontwerpers Tapio Wirkkala, Kirsti Ilvessalo, Timo Sarpaneva en Dora Jung in Helsinki na de Triënnale van Milaan (1954)

Tijdens zijn carrière won Wirkkala vele prijzen, waaronder:
- Lunningprijs (1951)
- Grand Prix op de Triënnale van Milaan (1951)
- Grand Prix op de Triënnale van Milaan (1954)
- Pro Finlandia medaille (1955)
- Medaille van de Society of Industrial Arts (1958)
- Gouden medaille op de Triënnale van Milaan (1960)
- Zilveren medaille op de Triënnale van Milaan (1963)
- Gouden Obelisk van Domus Magazine (1963)
- Premio Internazionale Vicenza (1963)
- Benoeming tot Honorary Royal Designer for Industry, London (1964)
- Ereprijs van de Finnish Cultural Foundation (1968)
- Medaglia d'Oro (1966)
- Medaglia d'Oro (1968)
- Eredoctoraat van de Royal College of Art in Londen (1971)
- Lid van de Academy of Finland (1972)
- Prins Eugen-Medaille (1980)

## Galerij

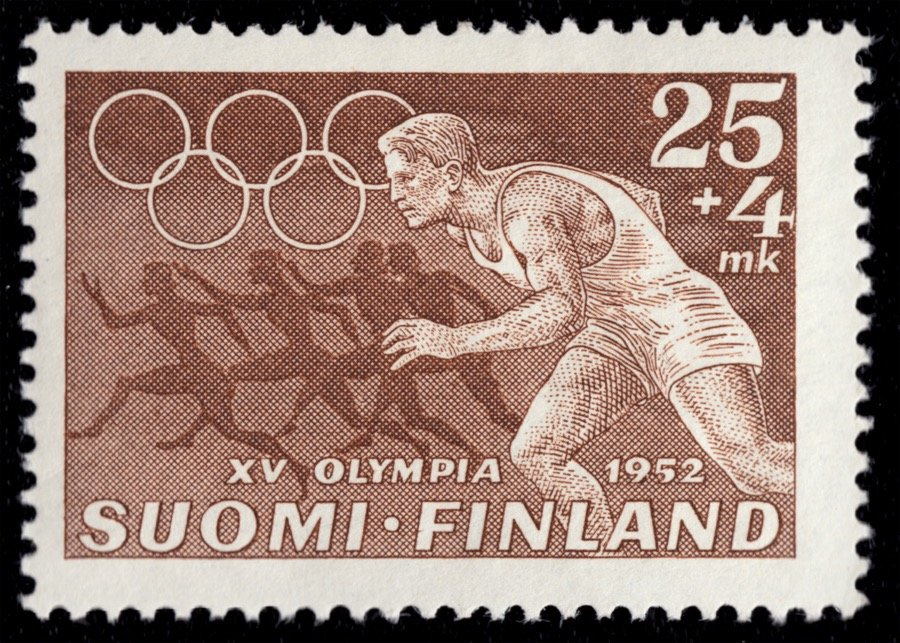
Postzegel ter ere van de Olympische zomerspelen in Helsinki (1952)
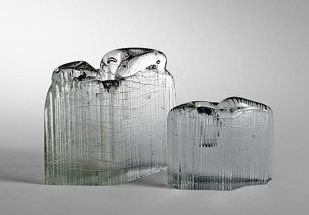
Paadarin jää (1960)
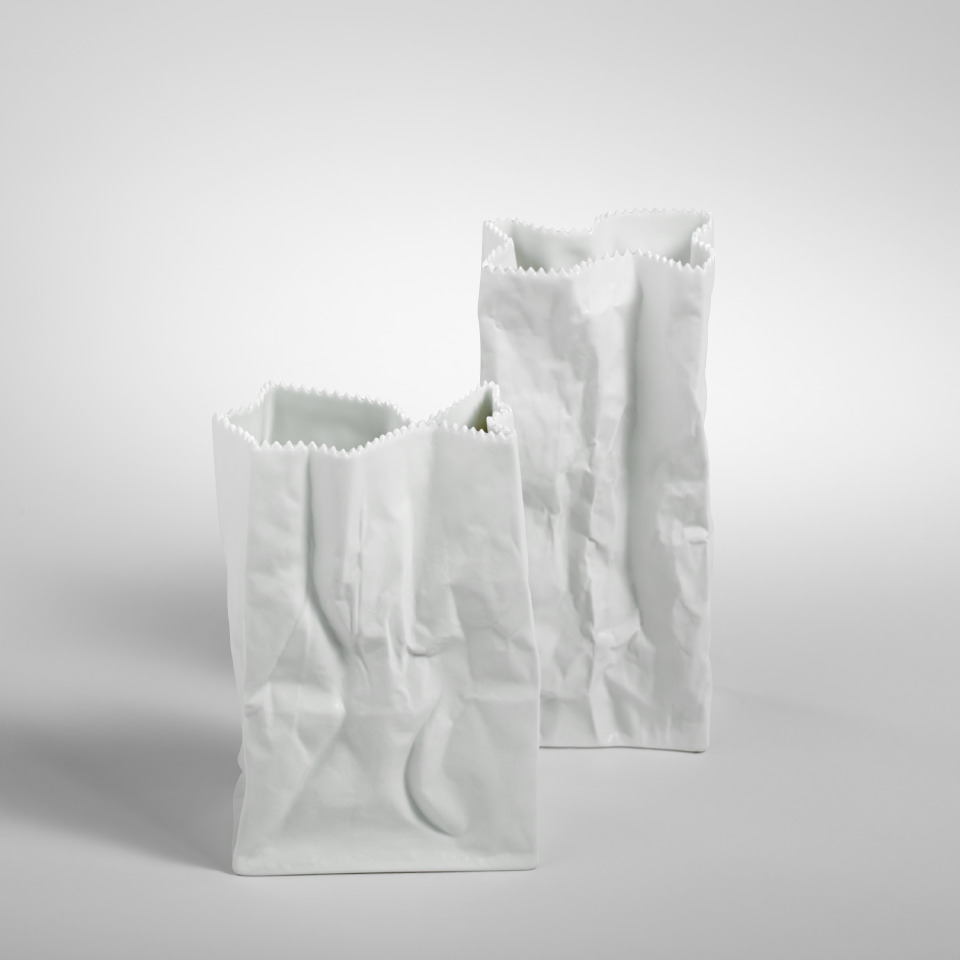
Don't Litter-vaas voor Rosenthal
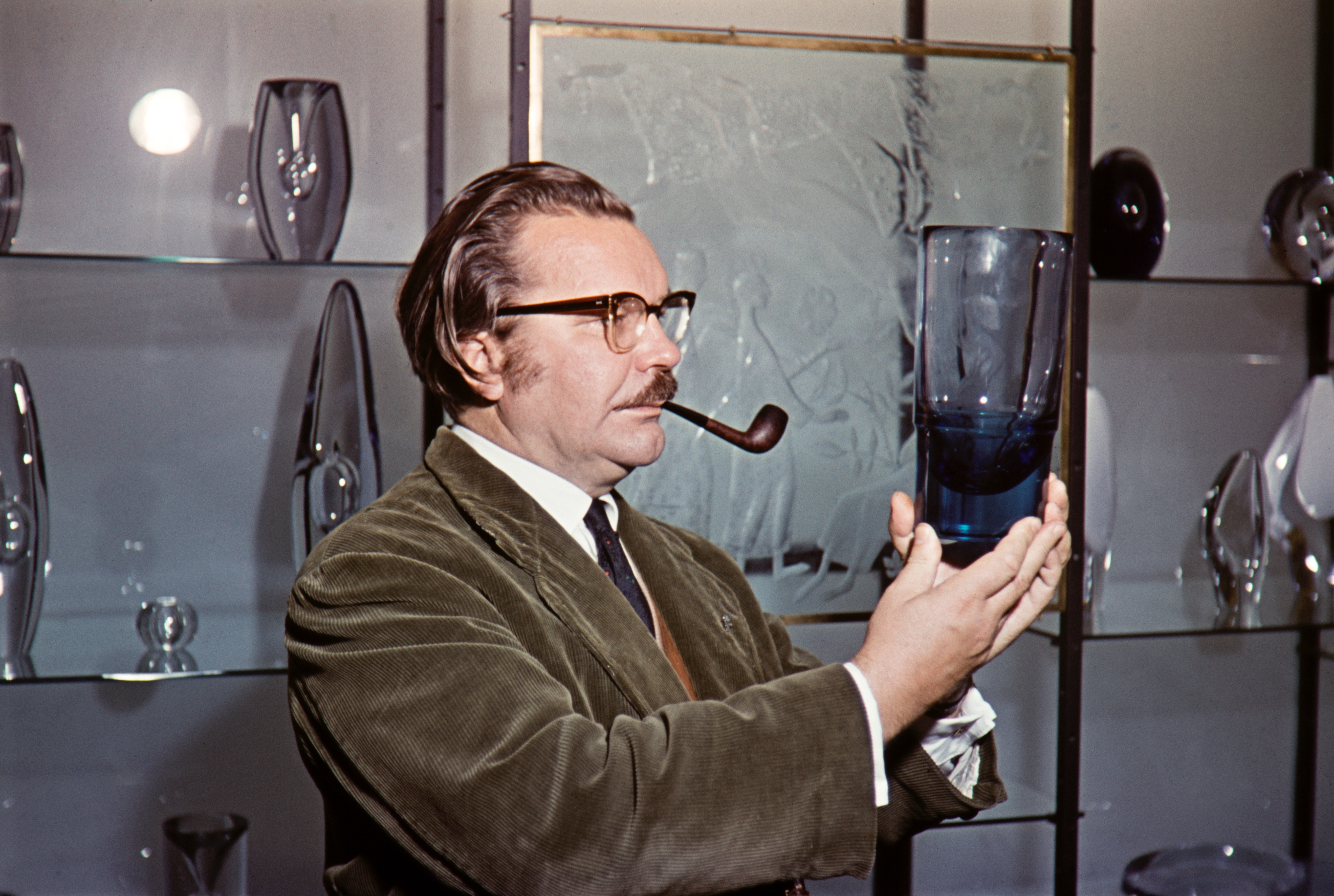
Wirkkala bij de Iittala-fabriek
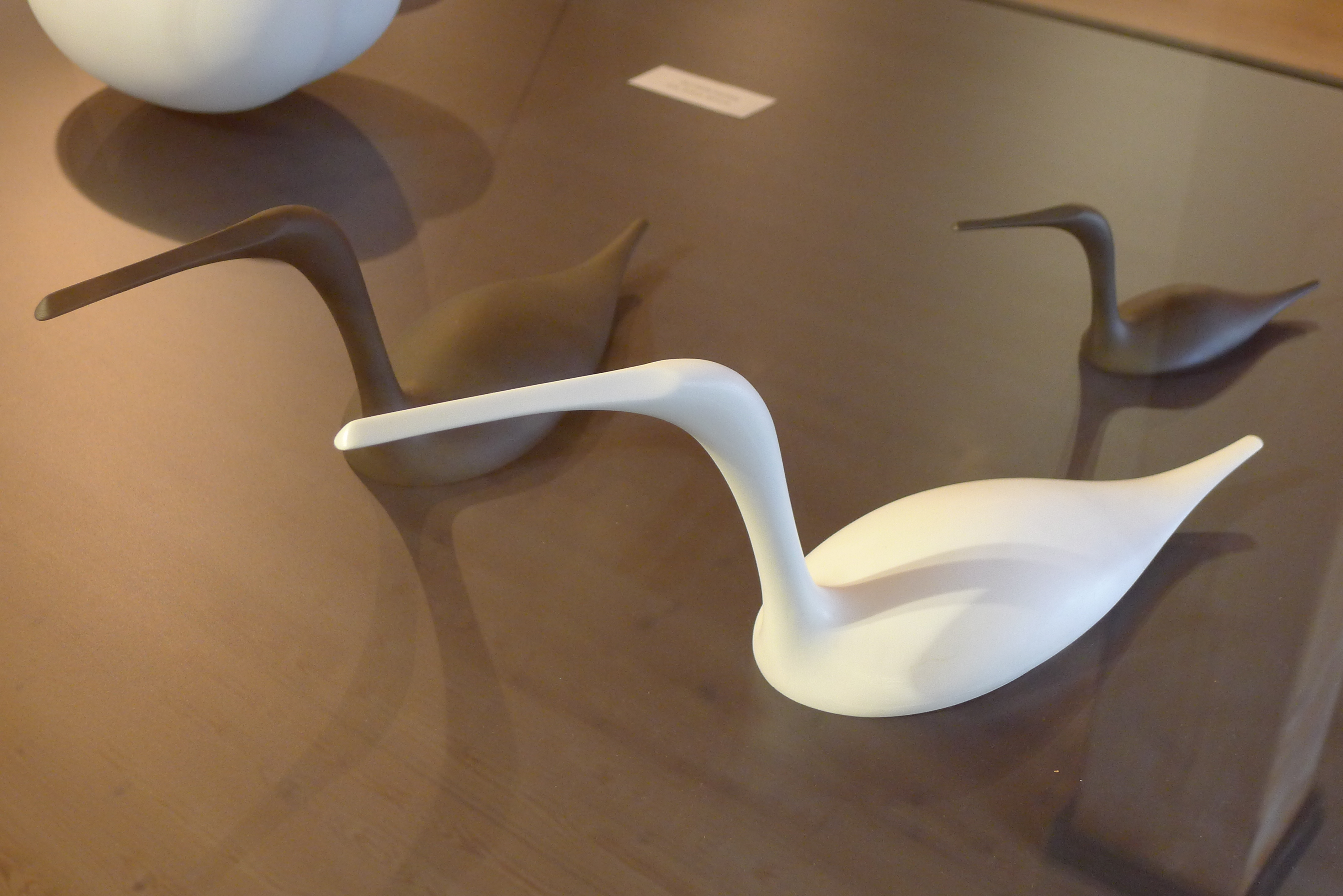
IJsvogels (1975)